# Памятник Юрию Гагарину (Словения)
Памятник Юрию Гагарину в Словении находится в городе  Витанье. Здесь он был установлен 11 апреля 2017 года, к Международному дню космонавтики. Данный монумент является единственным памятником Юрию Гагарину в Словении.
Памятник в Витанье был установлен в рамках инициативы международного благотворительного фонда «Диалог культур – Единый мир». Памятник был размещён на территории Культурного центра европейских космических  технологий (КСЕВТ), который существует в этом городе с 2011 года.
На торжественной церемонии установки бюста Гагарина было объявлено о намерении городских властей создать рядом Аллею отцов-основателей космонавтики.
Идея установки памятника Гагарину в Витанье принадлежит российскому  послу в этой стране Доку Завгаеву, появилась эта идея в марте 2017 года. Витанье напрямую имеет отношение к жизни австро-венгерского инженера Германа Поточника-Ноордунга, чьи разработки легли в основу создания техники для покорения космоса.
На торжественной церемонии открытия памятника присутствовать российский посол в Словении Доку Завгаев, мэр Витанье Мирко Полутник, председатель Государственного Совета Словении Митя Бервав, также на церемонии находилась губернатор Владимирской области Светлана Орлова.
Собравшимся было направлено обращение мэра Звёздного городка космонавта-испытателя Валерия Токарева. Также участникам мероприятия направила своё обращение Валентина Терешкова, ставшая первой женщиной, которая полетела в космос. 

## Описание памятника
Памятник  представляет собой  бюст Юрия Гагарина, выполненный из бронзы и помещённый на подвесной постамент в виде металлического кольца. Памятник размещён таким образом, что фигура Гагарина в гемрошлеме находится внутри металлического кольца. На кольце размещены небольшие металлические таблички. Они идентичны друг другу, одна находится в верхней части кольца, другая в нижней.
Надпись на табличка – имя первого космонавта: Юрий Гагарин/Yuri Gagarin.
Памятник размещён в холле Культурного центра  европейских космических  технологий.